# 西尔维斯特矩阵
西尔维斯特矩阵，是与两个多项式相关的矩阵，从这个矩阵可以知道这两个多项式的一些信息。

## 定义
设p和q为两个多项式，次数分别为m和n。因此：
{\displaystyle p(z)=p_{0}+p_{1}z+p_{2}z^{2}+\cdots +p_{m}z^{m},\;q(z)=q_{0}+q_{1}z+q_{2}z^{2}+\cdots +q_{n}z^{n}.}
于是，与p和q相关的西尔维斯特矩阵，就是通过以下方法得到的矩阵{\displaystyle (n+m)\times (n+m)}：
- 第一行为：

{\displaystyle {\begin{pmatrix}p_{m}&p_{m-1}&\cdots &p_{1}&p_{0}&0&\cdots &0\end{pmatrix}}.}
- 第二行是第一行往右移一列；第二行第一列的元素是零。
- 下面的(n-2)行也是用这种方法得出，每次都往右移一列。
- 第(n+1)行为：

{\displaystyle {\begin{pmatrix}q_{n}&q_{n-1}&\cdots &q_{1}&q_{0}&0&\cdots &0\end{pmatrix}}.}
- 余下的行仍然是每次都往右移一列。

因此，如果我们设m=4和n=3，则矩阵为：
{\displaystyle S_{p,q}={\begin{pmatrix}p_{4}&p_{3}&p_{2}&p_{1}&p_{0}&0&0\\0&p_{4}&p_{3}&p_{2}&p_{1}&p_{0}&0\\0&0&p_{4}&p_{3}&p_{2}&p_{1}&p_{0}\\q_{3}&q_{2}&q_{1}&q_{0}&0&0&0\\0&q_{3}&q_{2}&q_{1}&q_{0}&0&0\\0&0&q_{3}&q_{2}&q_{1}&q_{0}&0\\0&0&0&q_{3}&q_{2}&q_{1}&q_{0}\\\end{pmatrix}}.}

## 应用
西尔维斯特矩阵用于交换代数中，例如测试两个多项式是否有一个（非常数）公因式。确实，在这种情况下，相关的西尔维斯特矩阵的行列式（称为两个多项式的结式）等于零。反过来也成立。
以下线性方程组的解
{\displaystyle {S_{p,q}}^{\mathrm {T} }\cdot {\begin{pmatrix}x\\y\end{pmatrix}}={\begin{pmatrix}0\\0\end{pmatrix}}}
其中{\displaystyle x}是大小为{\displaystyle n}的向量，{\displaystyle y}是大小为{\displaystyle m}的向量，由满足下式的多项式对{\displaystyle x,y}（次数分别为{\displaystyle n-1}和{\displaystyle m-1}）的系数向量构成：
{\displaystyle x\cdot p+y\cdot q=1}
这就是说，西尔维斯特矩阵的转置的核给出了裴蜀方程的所有解，其中{\displaystyle \deg x<\deg q}且{\displaystyle \deg y<\deg p}。
这样，西尔维斯特矩阵的秩决定了{\displaystyle p}和{\displaystyle q}的最大公因式的次数：
{\displaystyle \deg(\gcd(p,q))=m+n-\mathrm {rank} ~S_{p,q}}